# Eric Visgitis
Eric Christopher Visgitis (* 31. Juli 1998 in Wexford) ist ein US-amerikanischer Volleyballspieler.

## Karriere
Visgitis begann seine Karriere an der North Allegheny High School. Von 2018 bis 2022 studierte er am Mount Olive College und spielte in der Universitätsmannschaft Trojan. Nach dem Studium wechselte er zum deutschen Zweitligisten VC Bitterfeld-Wolfen. Mit dem Verein erreichte der Mittelblocker in der Saison 2022/23 den dritten Platz und schaffte den Aufstieg in die erste Bundesliga. Nach dem Aufstieg kam sein Zwillingsbruder Luke Visgitis hinzu. Im DVV-Pokal 2023/24 unterlag der Verein im Viertelfinale gegen die SVG Lüneburg. In der Bundesliga erreichte Bitterfeld-Wolfen als Tabellensiebter die Playoffs.